# Хохлатая лысуха

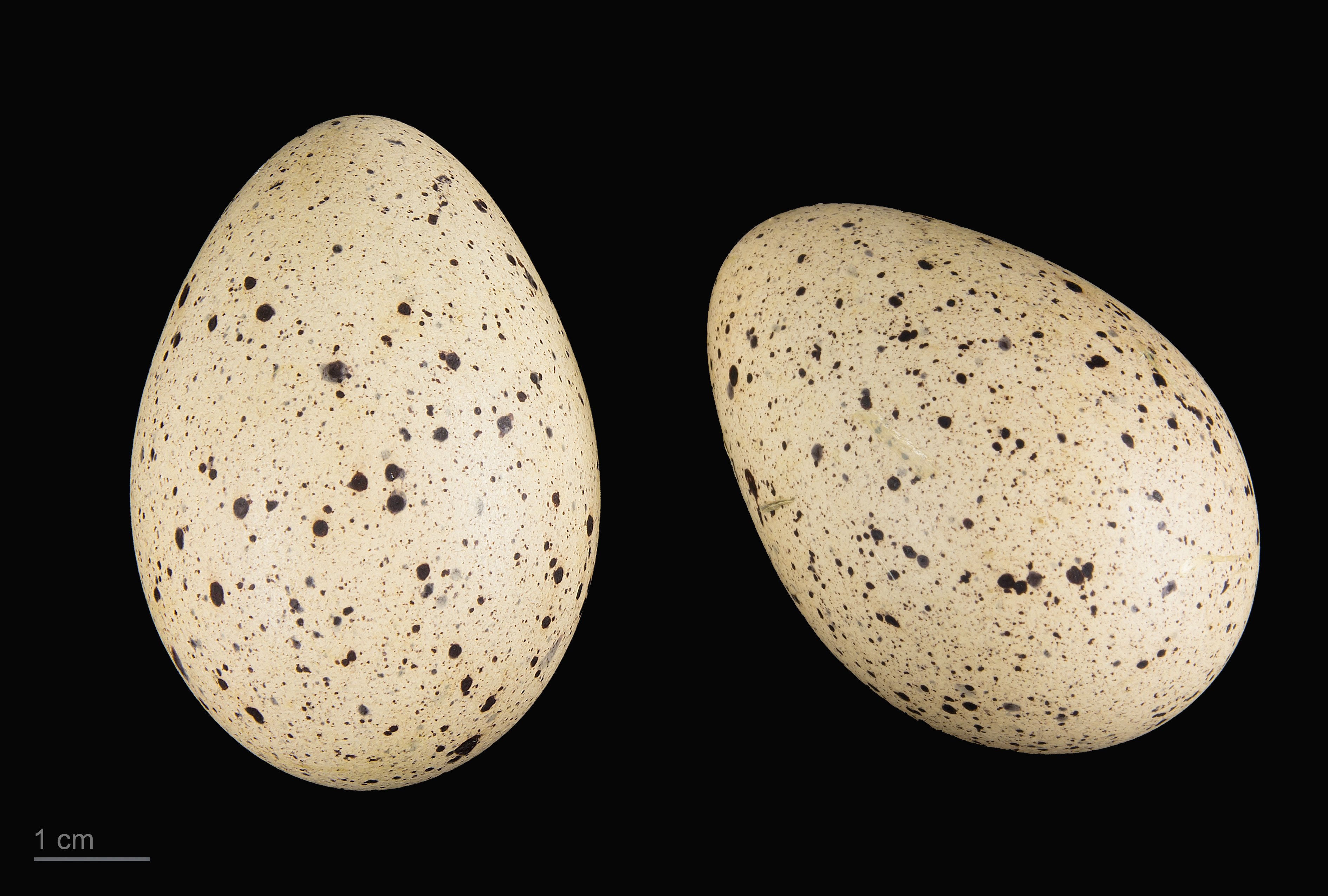
яйцо Fulica cristata - Тулузский музеум

Хохлатая лысуха (лат. Fulica cristata) — водоплавающая птица семейства пастушковых.

## Внешний вид
Величиной и окраской напоминает нашу лысуху. У взрослых птиц оперение полностью чёрное. Клюв и бляшка на лбу белые, в верхней части бляшки имеются два красных кожистых шарика, заметные только в период гнездования. Молодые птицы светлее, с беловатой грудью, бляшки у них нет.

## Распространение
Обитает на большей части Африки и на юге Испании. Вид оседлый.

## Образ жизни
По поведению и повадкам хохлатая лысуха очень сходна с обыкновенной. Она хорошо плавает, кивая головой, прекрасно ныряет и довольно ловко бегает по земле. Взлетает неохотно, с длинного разбега, при опасности обычно не взлетает, а ныряет или бежит по воде, размахивая крыльями. Очень агрессивна к другим водоплавающим птицам, в том числе и к представителям своего вида.

## Голос
Голос хохлатой лысухи сильно отличается от голоса обыкновенной. Обычный её крик — резкий, трескучий и похож на голос коростеля. Издаёт также глухое кряхтение «кхаа-кхаа», похожее на квохтание султанки, но более грубое.

## Питание
Питается в основном водными беспозвоночными, изредка разоряет гнёзда водоплавающих птиц. Кормясь, ныряет. Подобно обыкновенной лысухе, иногда кормится и на суше.

## Размножение
Строит плавучее гнездо из отмерших стеблей водной растительности. В кладке до 8 яиц.